# François Coli
François Coli (5 de junio de 1881 - 8 de mayo de 1927 presumiblemente) fue un piloto y navegante francés, conocido como el compañero de vuelo tuerto de Charles Nungesser en su fatal intento para lograr el primer vuelo transatlántico sin escalas. 

## Primeros años y Primera Guerra Mundial
Nacido en Marsella de una familia marinera de origen corso, Coli se convirtió en capitán de la marina mercante. Casado y con tres hijas, al estallar la Primera Guerra Mundial prestó servicio en la Marina Francesa. Según se supo después, desilusionado porque ningún buque de guerra necesitaba un capitán, entró en el ejército como soldado. Sin embargo, su edad y experiencia le valieron una comisión en 1915 y ese verano fue ascendido a capitán. Sufriendo múltiples heridas en combate, fue declarado no apto para el servicio de infantería y trasladado al Servicio Aéreo Francés, logrando el título de piloto en marzo de 1916. A finales de ese año se incorporó a la Escuadrilla N.62, pasando a comandarla en febrero de 1917. 
El capitán Coli permaneció como jefe de la Escuadrilla de los Coqs (los Gallos) incluso después de perder un ojo en un accidente en marzo de 1918. Abandonó la Escuadrilla el mes de agosto siguiente, habiéndose labrado una excepcional reputación como navegante y líder. 

## Carrera de posguerra

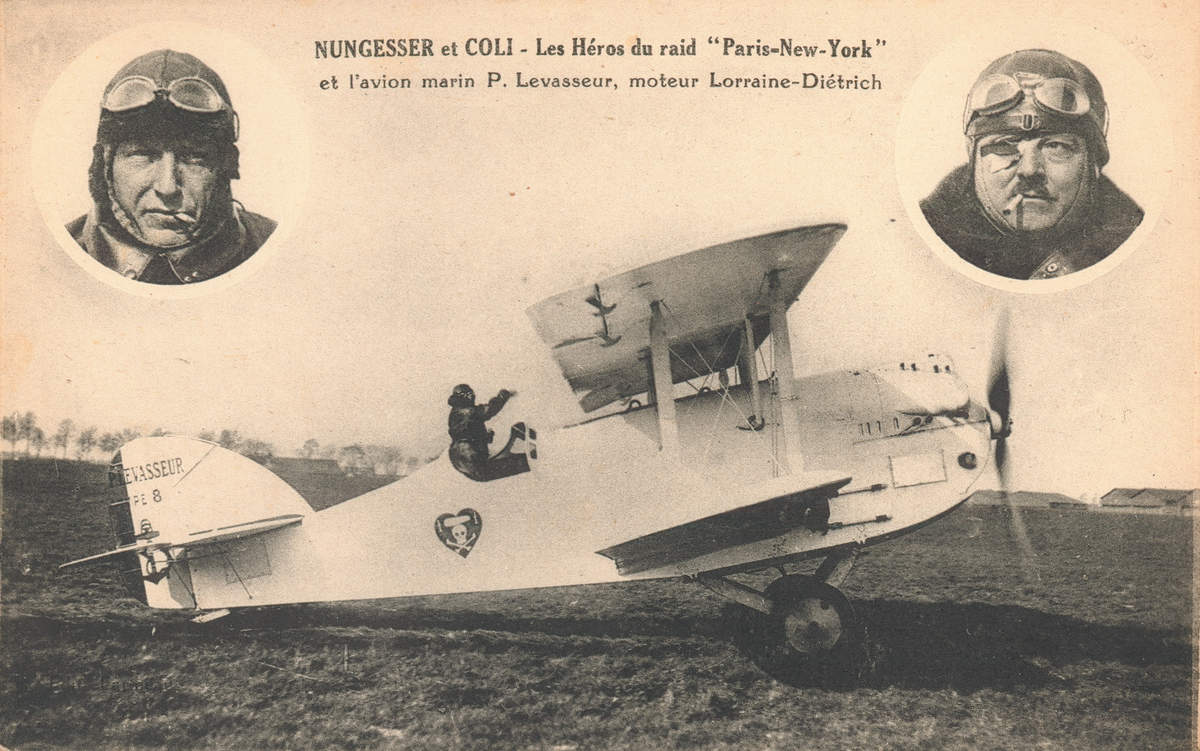
L'Oiseau Blanc

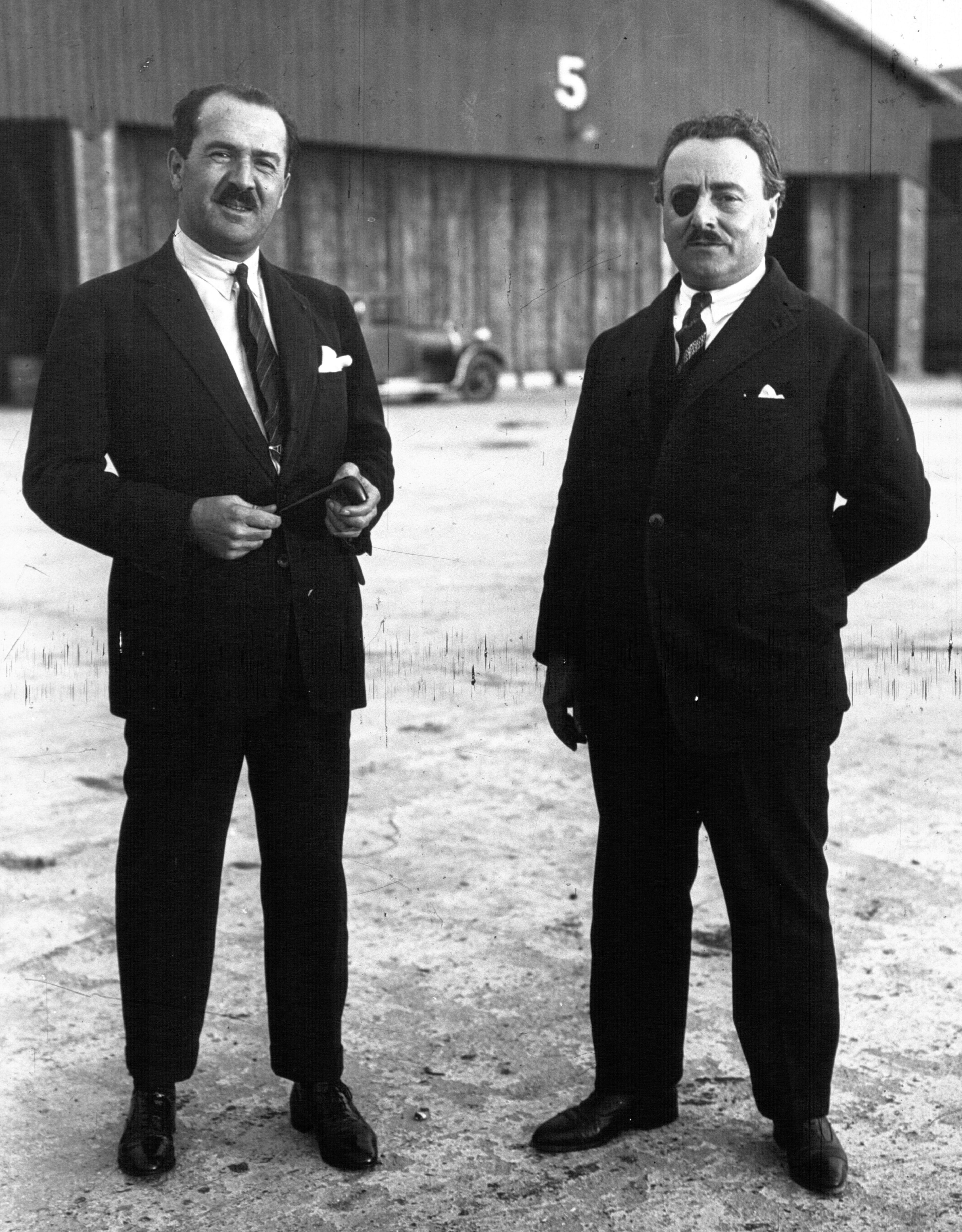
Paul Tarascon y François Coli (1925)

Después de la guerra, Coli comenzó una serie de vuelos de larga distancia, estableciendo varios récords. El 26 de enero de 1919, logró el primer doble cruce del Mediterráneo con el teniente Henri Roget. El vuelo estableció el récord de distancia sobre el agua en 735 kilómetros (457 millas) en un tiempo de cinco horas. 
El 24 de mayo, nuevamente con Roget, Coli estableció un récord de larga distancia desde París hasta Kenitra, Marruecos, recorriendo una distancia de 2200 km (1400 millas). Resultó herido en el accidente que se produjo en el aterrizaje al final del vuelo. 
Al año siguiente, en 1920, con Joseph Sadi-Lecointe, realizó más vuelos de larga distancia alrededor del Mediterráneo. 
En 1923 comenzó a planear un vuelo transatlántico sin escalas con su camarada Paul Tarascon, un destacado as de la aviación. En 1925 se interesaron en el Premio Orteig de 25.000 dólares para el primer vuelo entre París y Nueva York. A finales de 1926, un accidente destruyó su biplano Potez 25 y Tarascon sufrió graves quemaduras. Se buscó un nuevo avión y Tarascon renunció a su puesto como piloto a favor de Charles Nungesser. Partieron de París hacia Terranova el 8 de mayo de 1927 en el biplano L'Oiseau Blanc, pero desaparecieron en el camino.

## Reconocimientos
- En 1928, el Servicio de Cartografía de Ontario nombró varios lagos en el noroeste de la provincia para honrar a los aviadores que habían perecido en 1927, principalmente por intentar vuelos transoceánicos.[1][2] Entre estos figuran el lago Coli (51°19′N 93°35′O / 51.32, -93.59) y el Lago Nungesser (51°29′N 93°31′O / 51.49, -93.52).